# John Konchar
John Konchar (West Chicago, 22 marzo 1996) è un cestista statunitense.

## Statistiche

### NCAA
| Anno      | Squadra                    | PG  | PT  | MP   | TC%  | 3P%  | TL%  | RP  | AP  | PRP | SP  | PP   |
| --------- | -------------------------- | --- | --- | ---- | ---- | ---- | ---- | --- | --- | --- | --- | ---- |
| 2015-2016 | Purdue Ft. Wayne Mastodons | 34  | 33  | 35,6 | 58,4 | 43,9 | 72,3 | 9,2 | 2,7 | 2,1 | 0,3 | 13,0 |
| 2016-2017 | Purdue Ft. Wayne Mastodons | 33  | 33  | 34,9 | 63,7 | 51,7 | 68,9 | 8,7 | 3,8 | 1,7 | 0,5 | 14,9 |
| 2017-2018 | Purdue Ft. Wayne Mastodons | 33  | 31  | 35,8 | 48,2 | 38,4 | 64,8 | 8,1 | 4,7 | 2,5 | 0,7 | 14,8 |
| 2018-2019 | Purdue Ft. Wayne Mastodons | 33  | 33  | 34,3 | 54,6 | 38,1 | 71,3 | 8,5 | 5,4 | 2,0 | 0,9 | 19,5 |
| Carriera  | Carriera                   | 133 | 130 | 35,2 | 55,6 | 41,6 | 69,7 | 8,6 | 4,2 | 2,0 | 0,6 | 15,5 |

#### Massimi in carriera
- Massimo di punti: 38 vs North Dakota State (30 dicembre 2018)[1]
- Massimo di rimbalzi: 19 vs North Dakota State (21 gennaio 2016)
- Massimo di assist: 14 vs Denver (14 febbraio 2019)
- Massimo di palle rubate: 7 (2 volte)
- Massimo di stoppate: 5 vs Western Illinois (14 febbraio 2018)
- Massimo di minuti giocati: 45 (2 volte)

### NBA

#### Regular Season
| Anno      | Squadra           | PG  | PT | MP   | TC%  | 3P%  | TL%  | RP  | AP  | PRP | SP  | PP  |
| --------- | ----------------- | --- | -- | ---- | ---- | ---- | ---- | --- | --- | --- | --- | --- |
| 2019-2020 | Memphis Grizzlies | 19  | 0  | 9,5  | 64,9 | 50,0 | 50,0 | 2,5 | 1,2 | 0,4 | 0,2 | 2,8 |
| 2020-2021 | Memphis Grizzlies | 43  | 0  | 13,4 | 50,0 | 37,5 | 83,3 | 3,0 | 1,1 | 0,7 | 0,2 | 4,3 |
| 2021-2022 | Memphis Grizzlies | 72  | 7  | 17,9 | 51,5 | 41,3 | 55,1 | 4,6 | 1,5 | 0,6 | 0,3 | 4,8 |
| 2022-2023 | Memphis Grizzlies | 72  | 23 | 20,8 | 43,1 | 33,9 | 77,8 | 4,3 | 1,4 | 1,1 | 0,3 | 5,1 |
| 2023-2024 | Memphis Grizzlies | 55  | 23 | 21,3 | 42,3 | 31,7 | 84,0 | 4,7 | 2,0 | 0,9 | 0,9 | 4,3 |
| 2024-2025 | Memphis Grizzlies | 46  | 4  | 12,1 | 45,1 | 37,1 | 87,5 | 3,3 | 0,9 | 0,7 | 0,3 | 2,4 |
| Carriera  | Carriera          | 307 | 57 | 17,2 | 46,9 | 36,1 | 72,7 | 4,0 | 1,4 | 0,8 | 0,4 | 4,2 |

#### Play-off
| Anno     | Squadra           | PG | PT | MP   | TC%  | 3P%  | TL% | RP  | AP  | PRP | SP  | PP  |
| -------- | ----------------- | -- | -- | ---- | ---- | ---- | --- | --- | --- | --- | --- | --- |
| 2021     | Memphis Grizzlies | 1  | 0  | 3,0  | 0,0  | 0,0  | -   | 1,0 | 0,0 | 0,0 | 1,0 | 0,0 |
| 2022     | Memphis Grizzlies | 8  | 0  | 7,0  | 27,3 | 16,7 | 100 | 2,4 | 0,6 | 0,4 | 0,1 | 1,1 |
| 2023     | Memphis Grizzlies | 5  | 0  | 9,8  | 22,2 | 0,0  | -   | 2,0 | 0,8 | 0,4 | 0,4 | 0,8 |
| 2025     | Memphis Grizzlies | 4  | 0  | 17,3 | 33,3 | 16,7 | 100 | 3,3 | 1,5 | 0,5 | 0,5 | 2,8 |
| Carriera | Carriera          | 18 | 0  | 9,8  | 26,7 | 11,8 | 100 | 2,4 | 0,8 | 0,4 | 0,3 | 1,3 |

#### Massimi in carriera
- Massimo di punti: 19 vs Oklahoma City Thunder (18 novembre 2022)[2]
- Massimo di rimbalzi: 17 vs Minnesota Timberwolves (13 gennaio 2022)
- Massimo di assist: 10 vs Boston Celtics (10 aprile 2022)
- Massimo di palle rubate: 5 vs Milwaukee Bucks (7 aprile 2023)
- Massimo di stoppate: 5 vs Toronto Raptors (22 gennaio 2022)
- Massimo di minuti giocati: 39 vs Boston Celtics (10 aprile 2022)

### G League
| Anno      | Squadra        | PG | PT | MP   | TC%  | 3P%  | TL%  | RP  | AP  | PRP | SP  | PP   |
| --------- | -------------- | -- | -- | ---- | ---- | ---- | ---- | --- | --- | --- | --- | ---- |
| 2019-2020 | Memphis Hustle | 20 | 20 | 29,1 | 57,1 | 31,6 | 68,2 | 8,5 | 4,4 | 1,9 | 0,7 | 12,2 |
| Carriera  | Carriera       | 20 | 20 | 29,1 | 57,1 | 31,6 | 68,2 | 8,5 | 4,4 | 1,9 | 0,7 | 12,2 |